# Lex Julia et Plautia
Lex Julia et Plautia (także Lex Plautia et Iulia) – zwyczajowe określenie przepisu prawa rzymskiego precyzującego instytucję zasiedzenia (łac. usucapio) i określającego, że nie można nabyć praw tą drogą w stosunku do dóbr przejętych przemocą (łac. res vi possessae).
W rzeczywistości prawdopodobnie nazwą tą określano dwa osobne przepisy prawne dotyczące tego samego zagadnienia (Lex Iulia de vi oraz Lex Plautia de vi). Istnieje przypuszczenie, że druga z tych ustaw, przyjęta między 78 a 63 rokiem przed naszą erą, w istocie powtarzała postanowienia legis Lutatiae z ok. 78 roku p.n.e. Theodor Mommsen i Werner Vitzthum uważali wręcz, że była to jedna i ta sama ustawa.